# Filippo Carcani
Filippo Carcani, kallad Il Filippone, född 1644, död 1688, var en italiensk barockskulptör som var verksam i Rom från 1657 till 1686. I unga år var han medhjälpare åt Ercole Ferrata och ägnade sig åt stuck- och marmorarbeten. Senare kom han att bli en av Berninis lärjungar.
För gravmonumentet över kardinal Carlo Bonelli i Santa Maria sopra Minerva utförde Carcani den allegoriska skulpturen Barmhärtigheten. 1678 samarbetade Carcani med Bernini vid uppförandet av påve Alexander VII:s gravmonument i Peterskyrkan.
I basilikan Santa Maria Maggiore har Carcani skulpterat de båda allegoriska figurerna Tron och Uthålligheten samt en putto för Agostino Favoritis gravmonument. I San Marco har Carcani bidragit med gravmonumentet över kardinal Pietro Basadonna med de allegoriska figurerna Tron och Uthålligheten.
I San Giovanni in Laterano – Lateranbasilikan – fick Carcani omkring år 1675 i uppdrag att förse taket i Cappella Lancellotti med en stuckutsmyckning. Denna består bland annat av fyra tondi med scener ur den helige Franciskus liv: Franciskus framför krucifixet i San Damiano, Franciskus i Lateranbasilikan, Påven godkänner Franciskus ordensregel och Den döende Franciskus. I samma kyrka ligger även Carcani bakom gravmonumentet åt kardinal Cesare Rasponi.

## Bilder

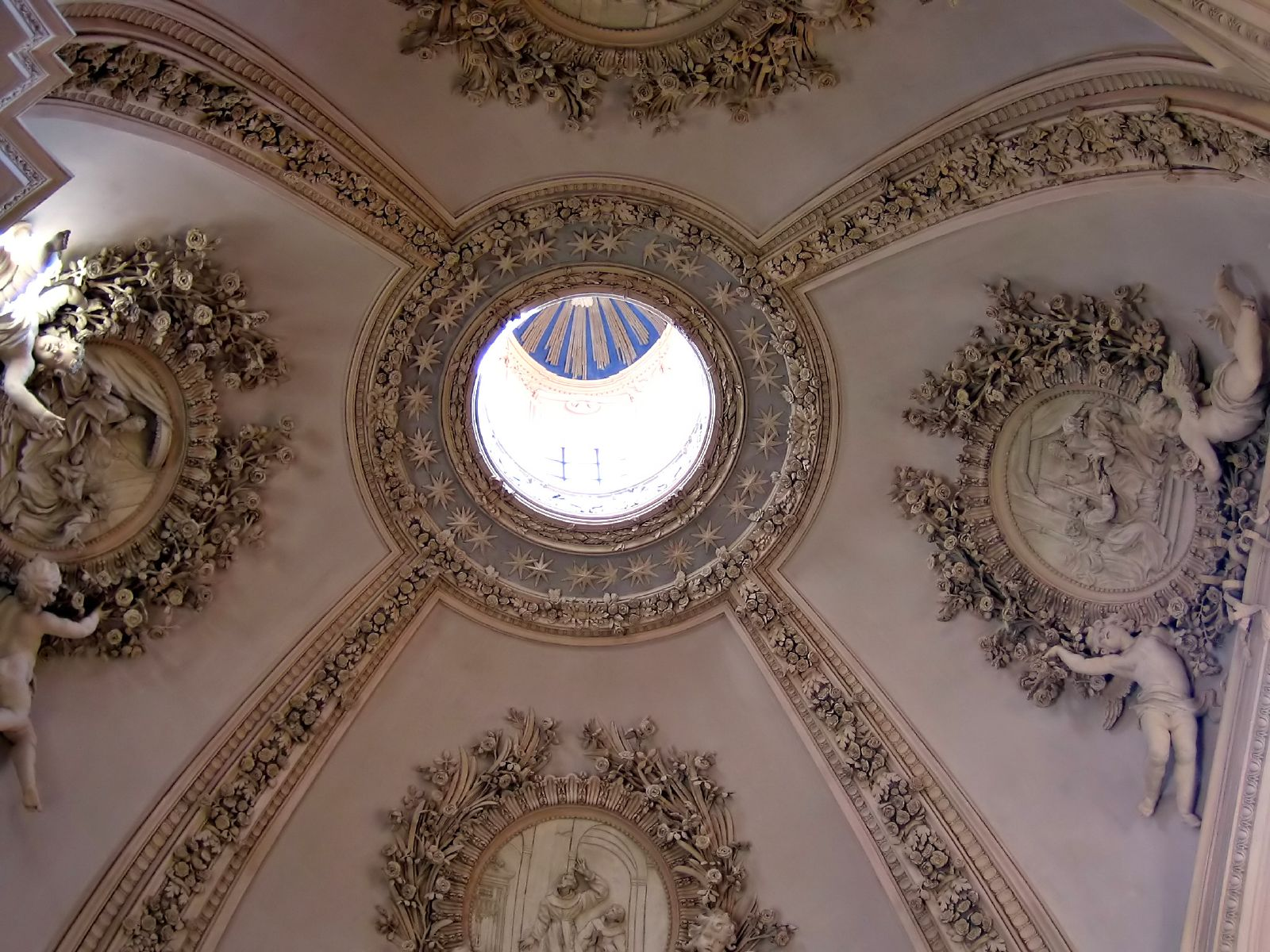
Taket i Lancellotti-kapellet i San Giovanni in Laterano.
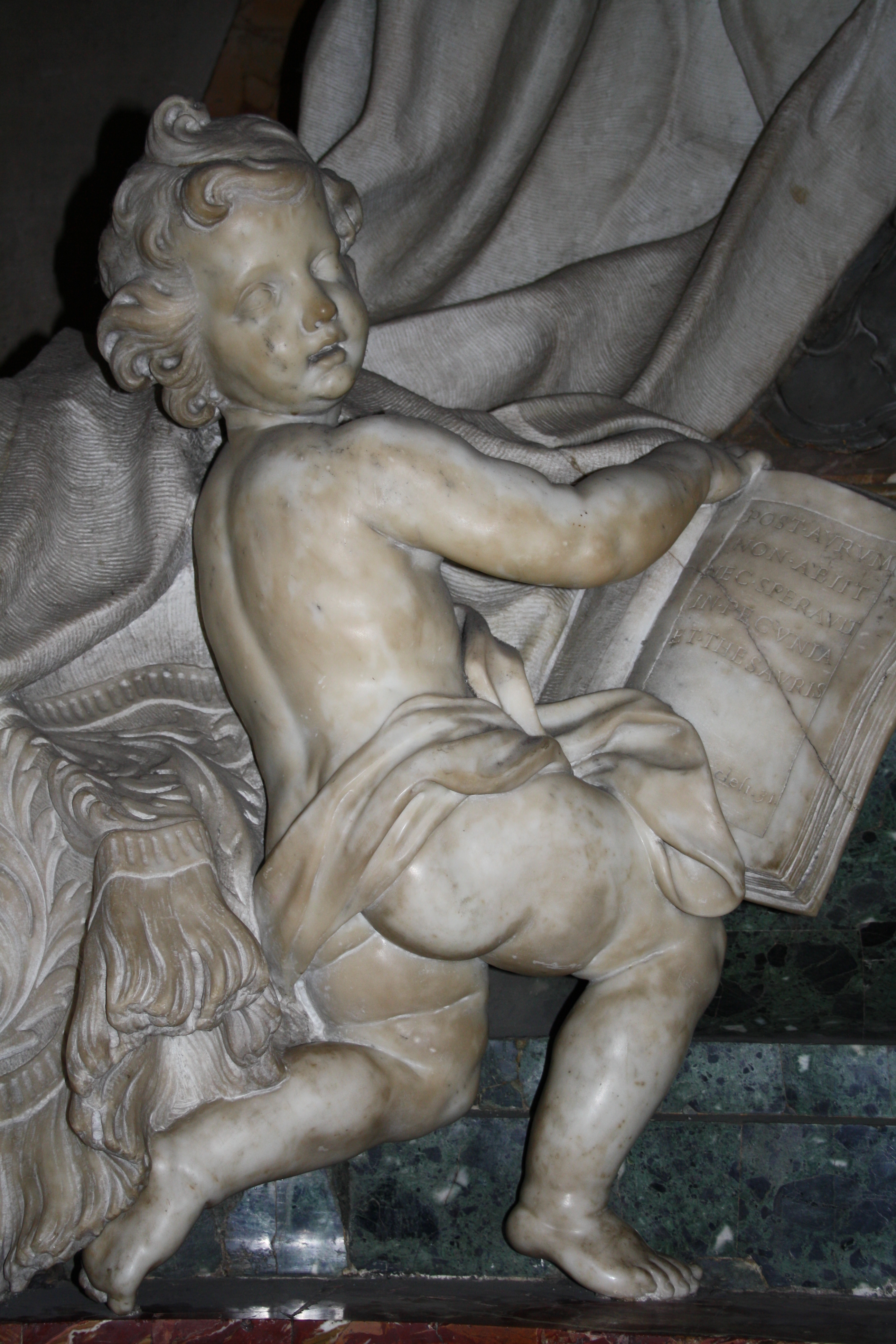
Putto — Agostino Favoritis gravmonument i Santa Maria Maggiore.
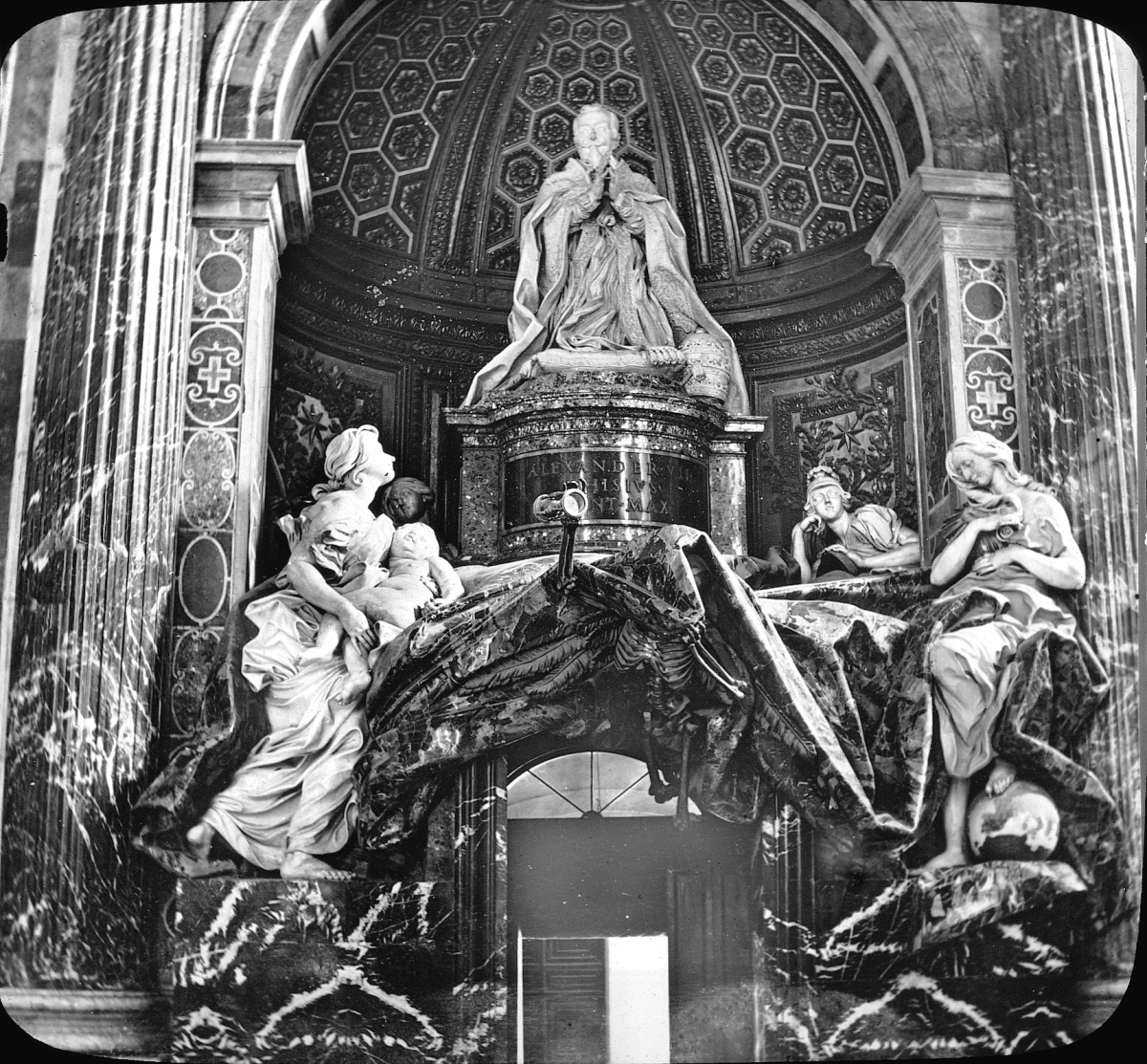
Gravmonumentet över påve Alexander VIII av Bernini.